# Elaphria malaca
Elaphria malaca är en fjärilsart som beskrevs av William Schaus 1911. Elaphria malaca ingår i släktet Elaphria och familjen nattflyn. Inga underarter finns listade i Catalogue of Life.